# Euproctis antica
Euproctis antica är en fjärilsart som beskrevs av Walker 1855. Euproctis antica ingår i släktet Euproctis och familjen tofsspinnare. Inga underarter finns listade i Catalogue of Life.